# Alertshausen
Alertshausen is een plaats in de Duitse gemeente Bad Berleburg, deelstaat Noordrijn-Westfalen, en telt 307 inwoners (2007).

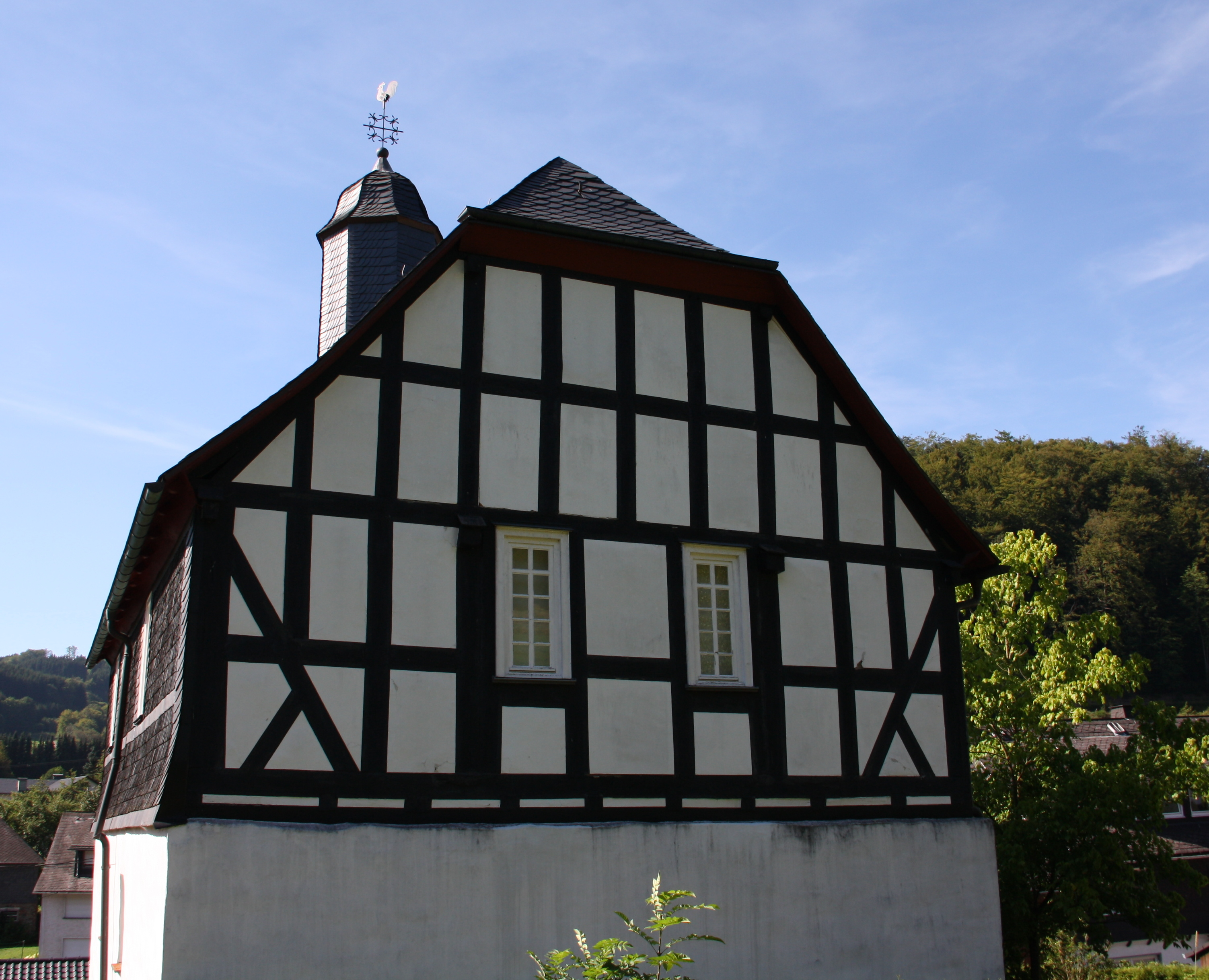
Kapel
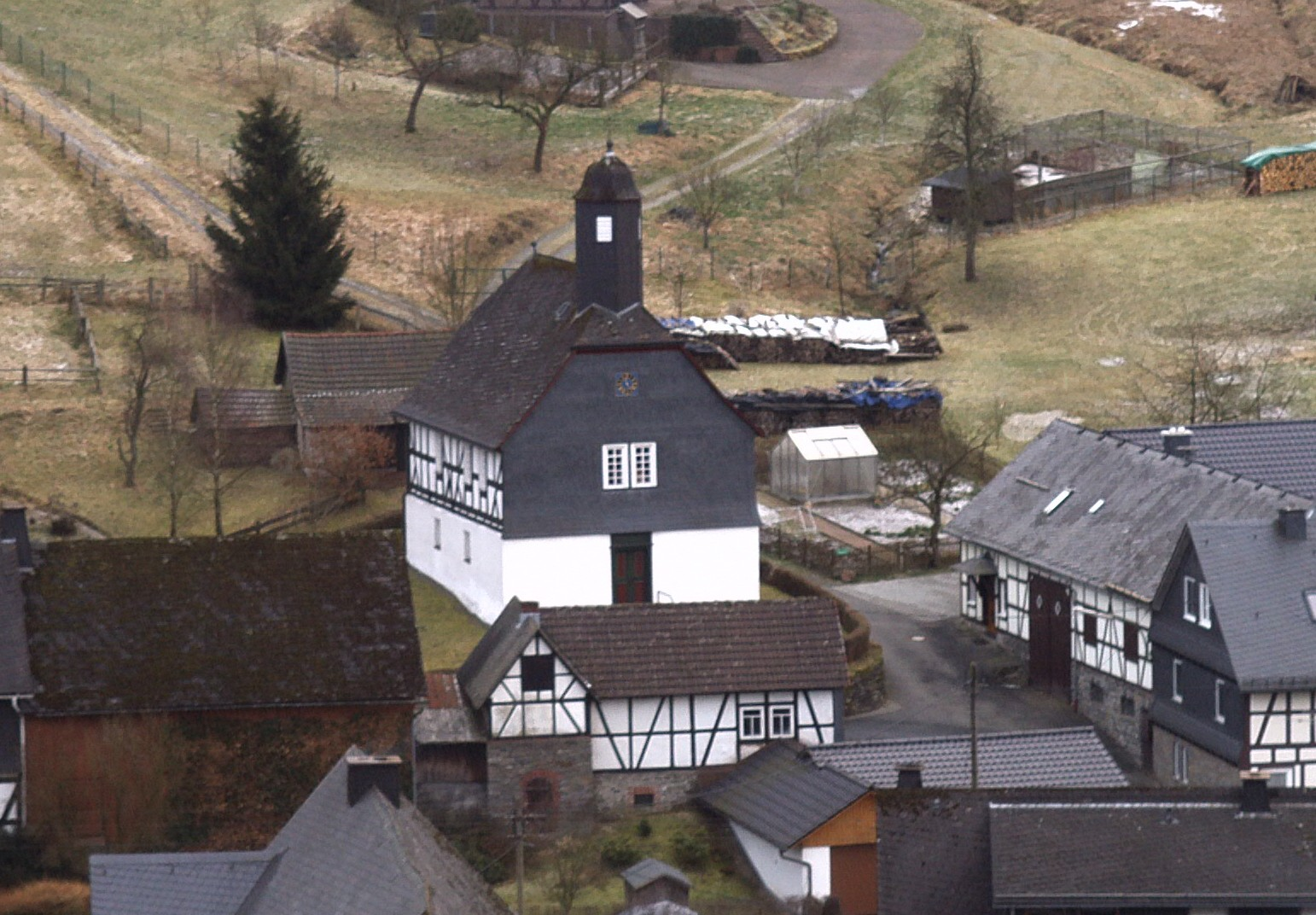
Kerk
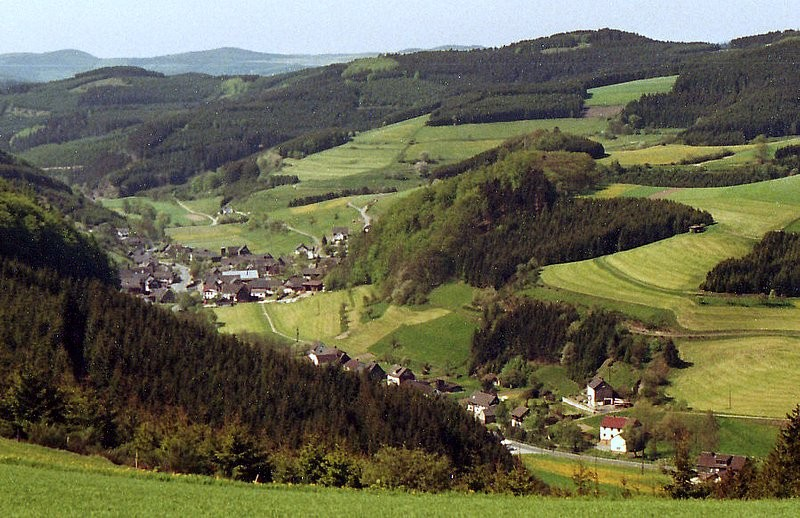